# Стой, Карл Фолькмар
Карл Фолькмар Стой (нем. Karl Volkmar Stoy, 22 января 1815, Пегау, Лейпциг — 23 января 1885, Йена, Саксен-Веймар-Эйзенах) — германский педагог, доктор философии, профессор в Йенском и Гейдельбергском университетах; основатель учительской семинарии в Белице; один из видных представителей гербартианства среди педагогов того времени.

## Биография
Карл Фолькмар Стой родился 22 января 1815 года в городе Пегау в дирекционном округе Лейпциг. Стой изучал богословие, филологию и философию в Университете Лейпцига, в том числе у немецкого философа Густава Хартенштейна (1808—1890), где в 1837 году получил докторскую степень по философии.
По окончании университета он ездил в Гёттинген, чтобы увидеть Иоганна Фридриха Гербарта и лично познакомится с его работами.
С 1839 по 1842 год он работал учителем в частной школе-интернате Карла Фридриха Бендера в городе Вайнхайме.
В 1843 году Стой стал преподавать в Йенском университете. В 1845 году он был назначен адъюнкт-профессором, а в 1857 году стал советником школы Великого герцога Саксонского и почётным профессором университета Йены.
В 1865—1866 гг. профессор Стой был назначен преподавать на вновь созданную кафедру педагогики в Университете Гейдельберга.
В 1867 году Карл Фолькмар Стой взял шестимесячный отпуск, чтобы основать евангелическую педагогическую семинарию в городе Белиц в австрийской части Силезии (ныне Бельско-Бяла, Польша).
С 1870 года Стой был вторым председателем Ассоциации научной педагогики, из которой он ушел в отставку, когда в 1876 году возник затяжной конфликт с первым председателем Туйсконом Циллером; Стой посчитал, что их разногласия вредят общему делу.
23 января 1885 года, на следующий день после своего 70-летия, Карл Фолькмар Стой скончался в городе Йене и был погребён на кладбище Йоханнисфридхоф.
Его сын Иоганн Генрих (нем. Johann Heinrich Stoy; 1846—1905) пошёл по стопам отца и тоже стал учителем.
Именем ученого названа одна из улиц в западной части Йены — Стойштрассе (нем. Stoystraße); также его имя носит одно из образовательный учреждений Йены (см. Karl-Volkmar-Stoy-Schule).